# Boemondo II d'Antiochia
Boemondo Guiscardo, conosciuto come Boemondo II d'Antiochia (Bari (?), 1109 – febbraio 1131), fu Principe di Taranto, tra il 1111 e il 1127, e Principe d'Antiochia, tra il 1111 e il 1131. Boemondo era il figlio del fondatore del principato d'Antiochia, Boemondo I, e della principessa Costanza di Francia (figlia di Filippo I di Francia).

## Biografia
Boemondo trascorse gli anni della giovinezza in Puglia, dove visse con la madre Costanza. Prima che raggiungesse la maggior età, pertanto, Antiochia fu governata da tre reggenti: suo cugino Tancredi (1111-1112), Ruggero di Salerno (1112-1119) e Baldovino II di Gerusalemme (1119-1126).
Nel 1126 o 1127, lasciò i suoi possedimenti pugliesi, che affidò al cugino Ruggero II di Sicilia, dopo aver stipulato con lui un atto di eventuale eredità reciproca. Boemondo, così, alla testa di 22 navi partì alla volta di Antiochia, per assumere il controllo del principato dalle mani del Re di Gerusalemme.

Boemondo fu investito del titolo di Principe d'Antiochia dallo stesso Baldovino e ne sposò la figlia secondogenita Alice. Il nuovo principe, sull'esempio paterno, avviò un'audace politica militare, compiendo scorrerie su Aleppo e occupando Kafartab, dove compì strage della popolazione di religione musulmana. Nel 1129, al seguito di Baldovino II intraprese un attacco contro Damasco, che, però, non ebbe successo. Nel 1130 partì per una nuova spedizione in Cilicia, combattendo tra Mamistra e Anazarbe.
Gli anni successivi alla sua nomina furono caratterizzati, anche, dal conflitto con Joscelin I di Edessa. A febbraio del 1131, l'esercito di Boemondo fu sconfitto da quello dei Danishmendidi e il principe morì in battaglia. La sua testa decapitata fu mandata in dono al califfo.
Dal suo matrimonio con Alice, sopravvisse solo una figlia, Costanza, che Boemnondo aveva nominato come propria erede al trono. La successione, però, fu ostacolata dalla stessa Alice, che, in più di una occasione, tentò di sottrarre il Principato d'Antiochia alla giovane Costanza, senza, però, riuscirvi.

## Ascendenza
|                         |                     |                       | Genitori                |  |  | Nonni |  |  | Bisnonni             |  |  | Trisnonni |  |
|                         |                     |                       |                         |  |  |       |  |  | Tancredi d'Altavilla |  |  | …         |  |
|                         |                     |                       |                         |  |  |       |  |  | Tancredi d'Altavilla |  |  | …         |  |
|                         |                     | …                     |                         |  |  |       |  |  | Tancredi d'Altavilla |  |  |           |  |
| Roberto il Guiscardo    |                     |                       |                         |  |  |       |  |  | Tancredi d'Altavilla |  |  |           |  |
|                         |                     | Fresenda              | …                       |  |  |       |  |  |                      |  |  |           |  |
|                         |                     | Fresenda              | …                       |  |  |       |  |  |                      |  |  |           |  |
|                         |                     | Fresenda              | …                       |  |  |       |  |  |                      |  |  |           |  |
| Boemondo I d'Antiochia  |                     | Fresenda              |                         |  |  |       |  |  |                      |  |  |           |  |
|                         |                     | …                     | …                       |  |  |       |  |  |                      |  |  |           |  |
|                         |                     | …                     | …                       |  |  |       |  |  |                      |  |  |           |  |
|                         |                     | …                     | …                       |  |  |       |  |  |                      |  |  |           |  |
| Alberada di Buonalbergo |                     | …                     |                         |  |  |       |  |  |                      |  |  |           |  |
|                         |                     | …                     | …                       |  |  |       |  |  |                      |  |  |           |  |
|                         |                     | …                     | …                       |  |  |       |  |  |                      |  |  |           |  |
|                         |                     | …                     | …                       |  |  |       |  |  |                      |  |  |           |  |
| Boemondo II d'Antiochia |                     | …                     |                         |  |  |       |  |  |                      |  |  |           |  |
|                         | Enrico I di Francia | Roberto II di Francia |                         |  |  |       |  |  |                      |  |  |           |  |
|                         | Enrico I di Francia | Roberto II di Francia |                         |  |  |       |  |  |                      |  |  |           |  |
|                         | Enrico I di Francia | Costanza d'Arles      |                         |  |  |       |  |  |                      |  |  |           |  |
| Filippo I di Francia    | Enrico I di Francia |                       |                         |  |  |       |  |  |                      |  |  |           |  |
|                         |                     | Anna di Kiev          | Jaroslav I di Kiev      |  |  |       |  |  |                      |  |  |           |  |
|                         |                     | Anna di Kiev          | Jaroslav I di Kiev      |  |  |       |  |  |                      |  |  |           |  |
|                         |                     | Anna di Kiev          | Ingegerd Olofsdotter    |  |  |       |  |  |                      |  |  |           |  |
| Costanza di Francia     |                     | Anna di Kiev          |                         |  |  |       |  |  |                      |  |  |           |  |
|                         |                     | Fiorenzo I d'Olanda   | Teodorico III d'Olanda  |  |  |       |  |  |                      |  |  |           |  |
|                         |                     | Fiorenzo I d'Olanda   | Teodorico III d'Olanda  |  |  |       |  |  |                      |  |  |           |  |
|                         |                     | Fiorenzo I d'Olanda   | Otelinda di Sassonia    |  |  |       |  |  |                      |  |  |           |  |
| Berta d'Olanda          |                     | Fiorenzo I d'Olanda   |                         |  |  |       |  |  |                      |  |  |           |  |
|                         |                     | Gertrude Billung      | Bernardo II di Sassonia |  |  |       |  |  |                      |  |  |           |  |
|                         |                     | Gertrude Billung      | Bernardo II di Sassonia |  |  |       |  |  |                      |  |  |           |  |
|                         |                     | Gertrude Billung      | Eilika di Schweinfurt   |  |  |       |  |  |                      |  |  |           |  |
|                         |                     | Gertrude Billung      |                         |  |  |       |  |  |                      |  |  |           |  |